# William Hosmer
Douglas William Hosmer (* 25. Februar 1925 in Belfast, Nordirland; † 28. Dezember 2002 in Ingham, Queensland), in Publikationen häufig William Hosmer oder Bill Hosmer genannt, war ein australischer Herpetologe britischer Herkunft.

## Leben
Hosmers Eltern kamen aus England und sein Vater diente als Soldat in der British Army. 1928 zog die Familie nach Vancouver, Kanada, wo William Hosmer an verschiedenen Jesuitenschulen ausgebildet wurde. Im Alter von 18 Jahren wurde er zur Royal Canadian Navy eingezogen, wo er während des Zweiten Weltkriegs im Nordatlantik diente. 1946 verließ Hosmer die Navy und hatte verschiedene Jobs in Vancouver und in den Vereinigten Staaten, wo er häufig als Filmvorführer tätig war. 1948 wanderte er über England an Bord der Astuarias nach Australien aus. Er kam in Victoria an, zog aber bald darauf nach Sydney. Für ein Jahr lebte er im Vorort La Perouse in der Nachbarschaft von George Canns Reptilienfarm. Cann weckte auch Hosmers Interesse für Reptilien.
1949 wurden Hosmer und sein jüngster Bruder Dennis Mitglieder im Australian Reptile Club (heute Australian Herpetological Society (AHS)), dem namhafte Herpetologen wie Harold G. Cogger und Roy Mackay angehörten. 1950 hatte Hosmer einen Ruf als eifriger Schlangensammler erworben, wobei er mehrfach von Schwarzottern gebissen wurde. 1951 zog er nach Cairns im Norden von Queensland und wurde Reptiliensammler für das Australian Museum in Sydney. Anschließend sammelte er für mehrere Jahre im Auftrag des Field Museum of Natural History in Chicago. 1954 wurde Hosmer Techniker beim Anthropologen Donald Thomson an der University of Melbourne. Er besuchte auch einige Vorlesungen, die einzige formelle Universitätsausbildung, die er genoss. Von Mai bis November 1957 war Hosmer technischer Assistent und Funker auf Thomsons Expedition in die Great Sandy Desert in Central Australia. Auf dieser Expedition sammelte William Hosmer trotz extremer Trockenheit 169 Proben von Reptilien und Amphibien. 1963 notierten Thomson und Hosmer in ihrem Bericht, dass die Bindibu-Aborigines Frösche und Reptilien, darunter große Skinke und Pythons, verspeisten, die sie zuvor in der Feuerasche zubereitet hatten. Mit Ausnahme des Dornteufels verzehrten sie auch Agamen, was nach den Erfahrungen von Thomson bei Aborigines in anderen Teilen Australien nicht vorkam.
Von 1959 bis 1960 wirkte Hosmer bei den Spalding-Peterson-Expeditionen ins nördliche Queensland und nach Papua-Neuguinea mit, die unter der Schirmherrschaft des American Museum of Natural History in New York City durchgeführt wurden. Mit Philip Spalding, Jr. bereiste er Neuguinea, die Kap-York-Halbinsel in Queensland, Alice Springs und Borroloola im Northern Territory sowie Lower Kimberley in Western Australia. Über diese Expeditionen, bei denen über 2000 Proben gesammelt wurden, wollte Hosmer einen umfangreichen Bericht schreiben. 1961 arbeitete er zu diesem Zweck für das American Museum of Natural History. Mit Ausnahme von zwei kurzen Abhandlungen, konnte er jedoch sein Vorhaben nicht vollenden. 
Von 1963 bis 1964 führte Hosmer im Auftrag des Field Museum of Natural History Feldarbeit in Sarawak durch. In der Folgezeit sammelte er in ganz Australien und Neuguinea. In den späten 1980er Jahren lebte er in einem Wohnwagen. Dies erlaubte es ihm, regelmäßig Sammlungsexkursionen durchzuführen und Froschlaute auf der Kap-York-Halbinsel aufzuzeichnen. Er führte große Stapel von Manuskripten mit sich, von denen keines veröffentlicht wurde. Während seiner Zeit in Neuguinea arbeitete er zeitweise als Filmvorführer in Port Moresby.
1992 übertrug er seine verbliebene Sammlung dem Australian Museum und im Jahr darauf zog er nach Townsville an die Küste von Queensland. Am 28. Dezember 2002 starb er im Alter von 77 Jahren in einem Pflegeheim in Ingham.
Hosmer unterstützte sich überwiegend durch Auftragsarbeiten für Museen und durch befristete Stellen. Dadurch konnte er mehr Zeit im Feld verbringen. Seine ersten Artikel waren kurze Abhandlungen, seine späteren, wichtigeren Arbeiten entstanden in Zusammenarbeit mit Chris Corben, Robert F. Inger, Glen Joseph Ingram, David S. Liem, Hymen Marx und Donald Thomson. Zwischen 1952 und 1982 veröffentlichte er insgesamt 15 wissenschaftliche Artikel. Hosmer beschrieb die Reptilienarten Lerista karlschmidti, Sphenomorphus cyanolaemus und Sphenomorphus haasi sowie die Amphibienarten Notaden melanoscaphus, Taudactylus eungellensis, Taudactylus rheophilus, Litoria revelata und Litoria watjulumensis.

## Dedikationsnamen
Nach William Hosmer sind die Skinkart Egernia hosmeri und die Froschart Cophixalus hosmeri benannt.